# La Granja (Córdova)
La Granja é um município da província de Córdova, na Argentina.